# Xueshan
Xueshan (Montanha de Neve) (chinês: 雪山, lit. ‘Snow Mountain’) é uma montanha na Ilha Formosa com 3886 m de altitude. É a segunda mais alta da ilha e da Ásia Oriental, apenas ultrapassada pelo Yu Shan.
Integra o Parque Nacional Shei-Pa.
Em finais do século XIX e inícios do XX, os ocidentais conheceram este pico como monte Sylvia. Em 1923 (ver Ocupação japonesa de Taiwan), a montanha foi designada Tsugitakayama (次高山), literalmente a "Segunda Montanha Mais Alta", porque no Império Japonês da época, só o Yu Shan (também em Taiwan) era mais alto. Ambos superam em altitude o monte Fuji.

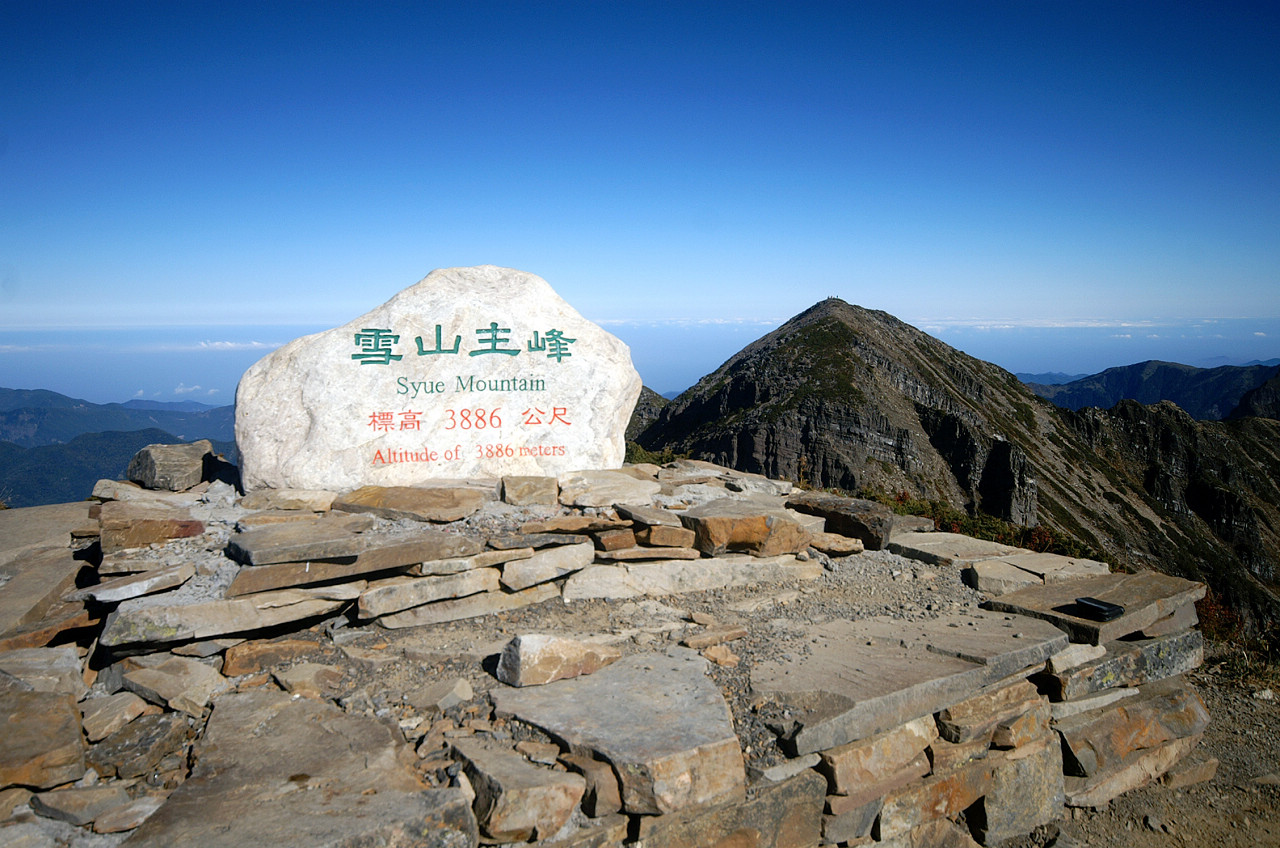
O pico do Xueshan